# Franchinus Gaffurius

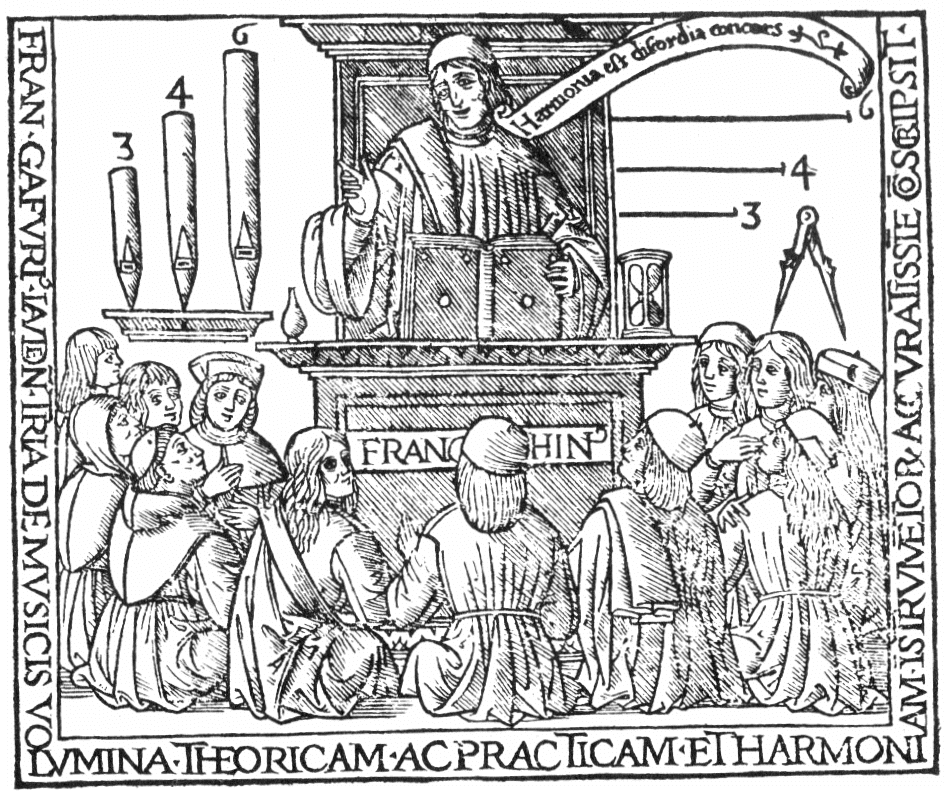
Gaffurius i katedern.

Franchinus Gaffurius (Franchino Gaffori, Franchino Gaffurio), född 14 januari 1451 i Lodi, död 25 juni 1522, var en italiensk musikteoretiker.
Gaffurius blev 1484 kapellmästare i Milano. Hans främsta verk är Practica musicæ sive musicæ sectiones, som utkom i 4 band 1496. Utom andra musikteoretiska verk på latin och italienska skrev Gaffurius mässor, motetter med mera.